# Daniel Mordant
Pour les articles homonymes, voir Mordant.
Daniel Mordant, né le 21 décembre 1853 à Quimper et mort le 16 janvier 1914 à Paris, est un peintre et graveur aquafortiste français.

## Biographie
Fils de Marie Antoinette Noémi Poussielgue — sœur de l'orfèvre et bronzier Placide Poussielgue-Rusand et demi-sœur du libraire-éditeur Charles Poussielgue — et de Louis René Mordant, Daniel Charles Marie Mordant est un élève des Beaux-arts de Paris. Il suit les cours des graveurs Léon Gaucherel, Paul-Edme Le Rat, Charles Albert Waltner et du peintre Carolus-Duran. Il commence à exposer au Salon des artistes français en 1882 des eaux-fortes, puis de façon régulière jusqu'en 1889. L'année suivante il expose au salon de la Société nationale des beaux-arts, et ce, jusqu'en 1914.
Ces gravures d'interprétation puisent dans les motifs des maîtres anciens mais aussi de contemporains comme Jules Dalou ou Eugène Carrière. En 1900, il reçoit la médaille d'or en gravure durant l'Exposition universelle. On compte quelques eaux-fortes originales comme celle de l'Almanach de l'Art (1883), et quelques livraisons pour la revue L'Art, ainsi que pour la revue Pan (1899).

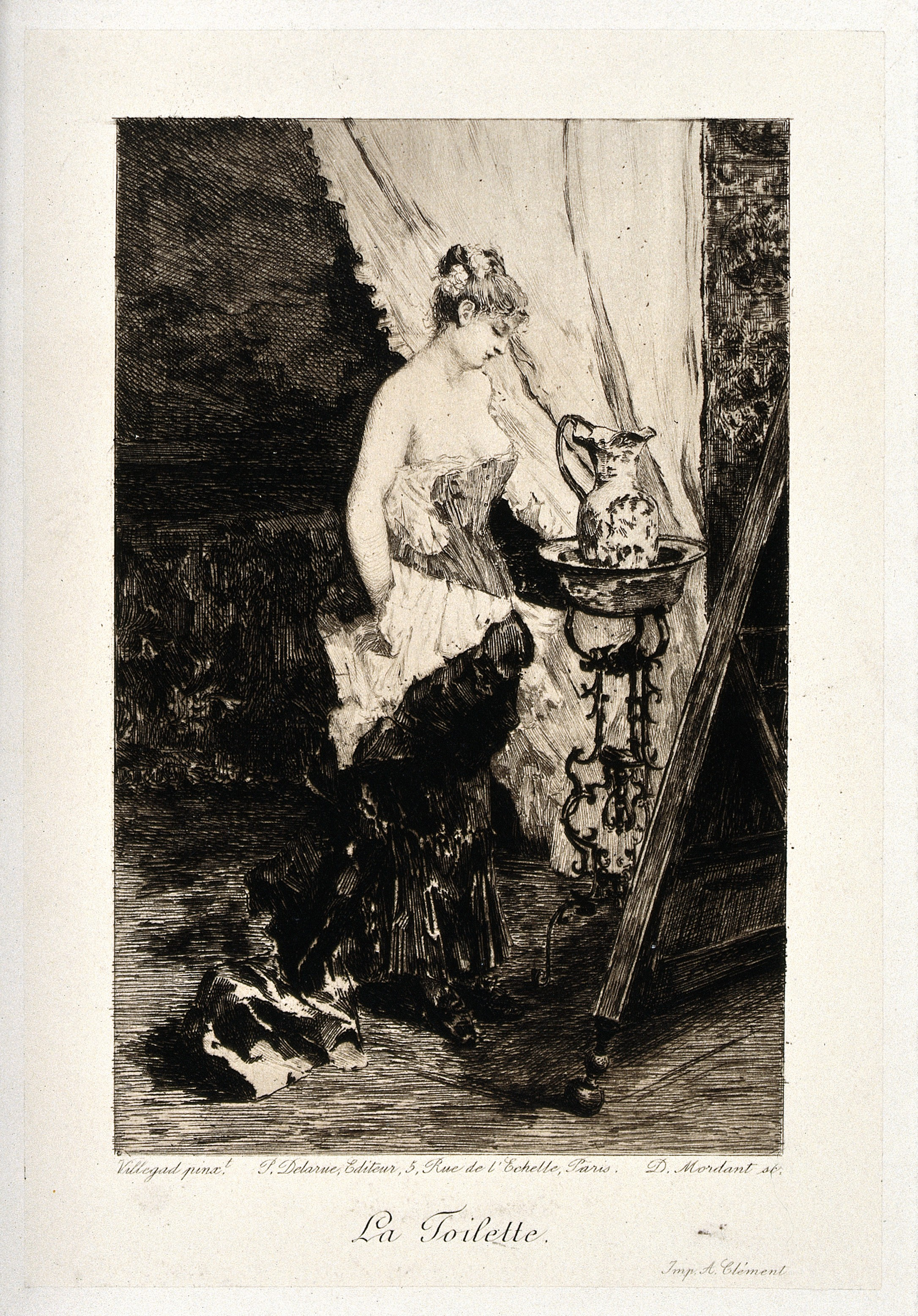
Femme à sa toilette, eau-forte d'après José Villegas Cordero.

Il illustre quelques ouvrages dont une édition londonienne de Madame Bovary (Vizetelly & Co, 1886), d'après des images d'Albert Fourié.
Marié à Berthe-Léontine Mondan, résidant au 133 rue du Cherche-Midi, il meurt le 16 janvier 1914 au 19 de la rue Oudinot.